# Extreme Championship Wrestling
Extreme Championship Wrestling (ECW) (рус. Экстремальный чемпионат по рестлингу) — американский рестлинг-промоушен и медиакомпания, базировавшаяся в Филадельфии, Пенсильвания. Промоушен был основан в 1992 году Тодом Гордоном, а в 1993 году Пол Хейман принял творческое руководство промоушеном от Эдди Гилберта и переименовал промоушен из Eastern Championship Wrestling в Extreme Championship Wrestling.
Промоушен демонстрировал различные международные стили рестлинга, начиная от луча либре и заканчивая пурорэсу и хардкорным рестлингом. Творческое направление Хеймана привело к появлению новых звезд и создало третий большой бренд в США, конкурирующий с промоушенами World Wrestling Federation и World Championship Wrestling, поддерживаемыми миллиардерами. ECW закрылась в апреле 2001 года, когда не смогла заключить новый национальный телевизионный контракт, а World Wrestling Entertainment выкупила активы компании из банкротства в январе 2003 года.
В 2006 году WWE перезапустила франшизу ECW в качестве третьего бренда вместе с существующими брендами Raw и SmackDown. Шоу дебютировало 13 июня 2006 года на канале Sci Fi в США и продолжалось почти четыре года.

## История

### Tri-State Wrestling Alliance и NWA Eastern Championship Wrestling (1989—1994)

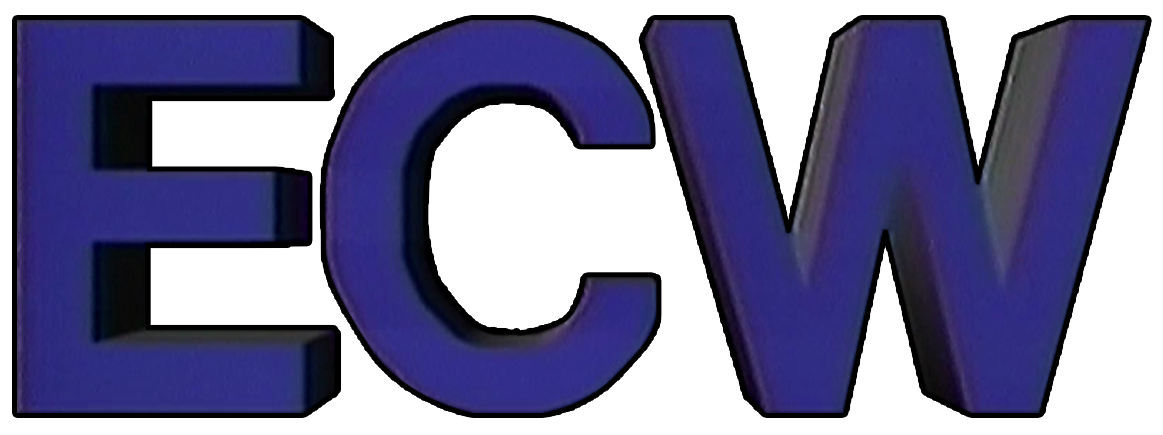
Логотип Eastern Championship Wrestling

ECW ведет свою историю с 1990 года под брендом Tri-State Wrestling Alliance, принадлежавшей Джоэлу Гудхарту. ECW фактически продолжала использовать пояс бывшего чемпиона Tri-State в тяжёлом весе для обозначения своего собственного чемпионство, хотя титул чемпиона ECW не считался продолжением этого титула. В 1992 году Гудхарт продал свою долю в компании своему партнеру Тоду Гордону, который переименовал промоушен в Eastern Championship Wrestling. Когда Eastern Championship Wrestling был основан, он не был членом National Wrestling Alliance (NWA). В то время Эдди Гилберт, ведущий букер Eastern Championship Wrestling, сумел получить телевизионное время на SportsChannel Philadelphia с апреля 1993 года. Гилберт, после размолвки с Тодом Гордоном, был заменен в сентябре 1993 года на 28-летнего бизнесмена Пола Хеймана. Хейман, известный на телевидении как Пол И. Дэйнджеросли, был только что уволен из World Championship Wrestling (WCW) и искал новый вызов.

### Выход из NWA (1994)
«В традиции Лу Тесза, в традиции Джека Бриско из братьев Бриско, Дори Фанка-младшего, Терри Фанка — человека, который никогда не умрёт. Как настоящий «Дитя природы» Бадди Роджерс, который сейчас на небесах. От Харли Рейса до Барри Уиндема, до (Дуглас гримасничает в отвращении) Рика Флэра, я принимаю этот титул в тяжелом весе. Секундочку. От Керри Фон Эриха. От толстяка Дасти Роудса. Пора, папа. (смотрит на пояс чемпиона мира NWA в тяжелом весе) Боже, как красиво. И Рикки Стимбот, и все они могут поцеловать меня в задницу! (бросает пояс чемпиона мира в тяжелом весе) Потому что! Я не тот человек, который принимает факел, передаваемый мне от организации, которая умерла — покойся с миром — семь лет назад. «Франшиза», Шейн Дуглас, — это человек, который зажжет новое пламя спорта рестлинга! (берет пояс чемпиона ECW) Сегодня вечером, перед богом и моим отцом в качестве свидетеля, я объявляю себя, «Франшизу», новым чемпионом мира в тяжелом весе ECW! Мы решили изменить лицо рестлинга. Так что сегодня вечером пусть начнется новая эра: эра рестлинга, эра «Франшизы», эра ECW».
В 1994 году у Джима Крокетта закончилось соглашение о неконкуренции с Тедом Тёрнером, который в ноябре 1988 года приобрел у Крокетта World Championship Wrestling (WCW), и он решил снова сотрудничать с NWA. Крокетт обратился к Тоду Гордону и попросил его 27 августа 1994 года провести турнир за главный приз NWA — титул чемпиона мира NWA в тяжёлом весе — в родном районе ECW, Филадельфии, Пенсильвания. Президент NWA Деннис Кораллуццо утверждал, что Крокетт и Гордон попытаются монополизировать титул (подобно действиям Крокетта в 1980-х годах), и заявил, что Крокетт не получил одобрения совета директоров NWA, в результате чего Кораллуццо лично проконтролировал проведение турнира. Гордон обиделся на Кораллуццо за его властные действия и начал обдумывать план выхода ECW из NWA спорным и публичным способом, который привлек бы внимание к ECW и оскорбил бы организацию NWA. Гордон планировал, что Шейн Дуглас, который должен был встретиться с 2 Колд Скорпио в финале турнира 30 августа 1994 года, в знак неповиновения швырнёт пояс чемпиона мира NWA в тяжелом весе после победы.
Тод Гордон и Пол Хейман первоначально планировали идею швырнуть пояс чемпиона мира NWA в тяжелом весе. Хейман убедил Дугласа, заметив, что отрицательным моментом будет только то, что традиционалисты NWA просто увидят в них предателей традиций. К решению Дугласа добавилась вражда между Дугласом и президентом NWA Деннисом Кораллуццо, который в то время публично критиковал Дугласа и говорил букерам, связанным с NWA, не приглашать Дугласа на шоу. Кораллуццо считал, что Дуглас был «риском» и имел склонность не являться на шоу. В конце концов Дуглас решил выполнить план Гордона и Хеймана, вдохновленный девизом своего отца «поступать правильно с людьми, которые поступают правильно с тобой». Посмотрев вверх и сказав: «Пора, папа», Дуглас бросил пояс чемпиона мира в тяжелом весе NWA, заявив, что он не хочет быть чемпионом «мертвого промоушена», который «умер семь лет назад». Затем он поднял пояс чемпиона Eastern Championship Wrestling и объявил его титулом чемпиона мира в тяжелом весе, назвав его единственным настоящим мировым титулом, оставшимся в рестлинге. Вспоминая об этом событии много лет спустя, Пол Хейман в одном из разговоров 1998 года сказал следующее:
NWA был старой школой, когда старая школа уже не была модной. Мы хотели оставить свой след, мы хотели вырваться из стаи, мы хотели дать миру понять, что мы не просто независимый промоушен.
Кораллуццо дал интервью после шоу и заявил, что Дуглас станет чемпионом мира NWA «нравится ему это или нет», назвал действия Дугласа «позором» и сказал, что будет добиваться лишения Дугласа и титула чемпиона мира NWA в тяжелом весе, и титула чемпиона Eastern Championship Wrestling в тяжелом весе, назвав его «недостойным» обоих титулов. Гордон сделал следующее объявление на следующем выпуске программы NWA-ECW:
Я с большим интересом слушал, как представитель совета директоров NWA взял на себя труд сообщить вам, что они имеют право заставить NWA-Eastern Championship Wrestling не признавать Шейна Дугласа, чемпионом мира в тяжелом весе. Что ж, сегодня в полдень я закрыл NWA-Eastern Championship Wrestling. На его месте будет ECW - Extreme" Championship Wrestling - и мы признаем Шейна Дугласа, нашим чемпионом мира в тяжелом весе. И мы призываем любого рестлера в мире сегодня прийти в ECW, чтобы побороться за этот пояс. Это ECW, Extreme Championship Wrestling, который меняет лицо рестлинга.
Промоушен демонстрировал различные международные стили рестлинга, начиная от луча либре и заканчивая пурорэсу и хардкорным рестлингом.

### Арена ECW и телевизионная трансляция (1994—2001)

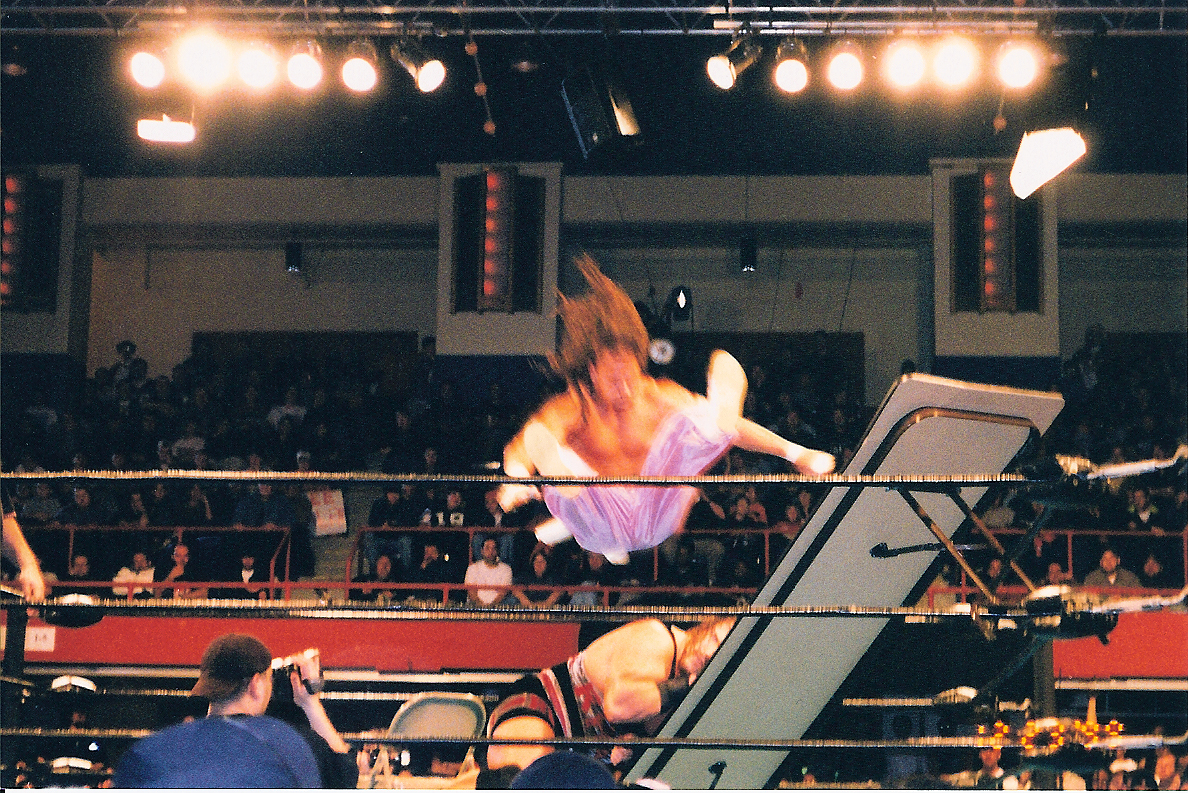
ECW стал известен благодаря своему хардкорному стилю. На этой фотографии видно, как Сабу атакует Райно через стол

Основная часть шоу ECW проходила на «Арене ECW», бывшем складе, расположенном под участком шоссе Interstate 95. Сидячие места состояли из простых складных стульев и четырёх комплектов переносных трибун, а нестандартные декорации отражала мрачный стиль самого промоушена. Шоу транслировались на местной кабельной спортивной станции Филадельфии (местный филиал SportsChannel America, SportsChannel Philadelphia) по вечерам во вторник. После того, как в 1997 году Sports Channel Philadelphia прекратил вещание, шоу переехало на WPPX-TV 61. Позже оно переместилось на бывшую независимую вещательную станцию (WGTW 48) в Филадельфии в пятницу или субботу вечером, а также в час ночи или в два часа ночи. Шоу также транслировалось на MSG Network в Нью-Йорке в пятницу вечером (рано утром в субботу) в два часа ночи. В связи с неизвестностью каналов и самого ECW, а также отсутствием надзора со стороны FCC в столь поздний час, из этих передач часто не удалялись нецензурные выражения и насилие, а также широко использовалась музыка и музыкальные клипы, защищенные авторским правом.

### Пол Хейман и сотрудничество с WWF и USWA (1996—1997)

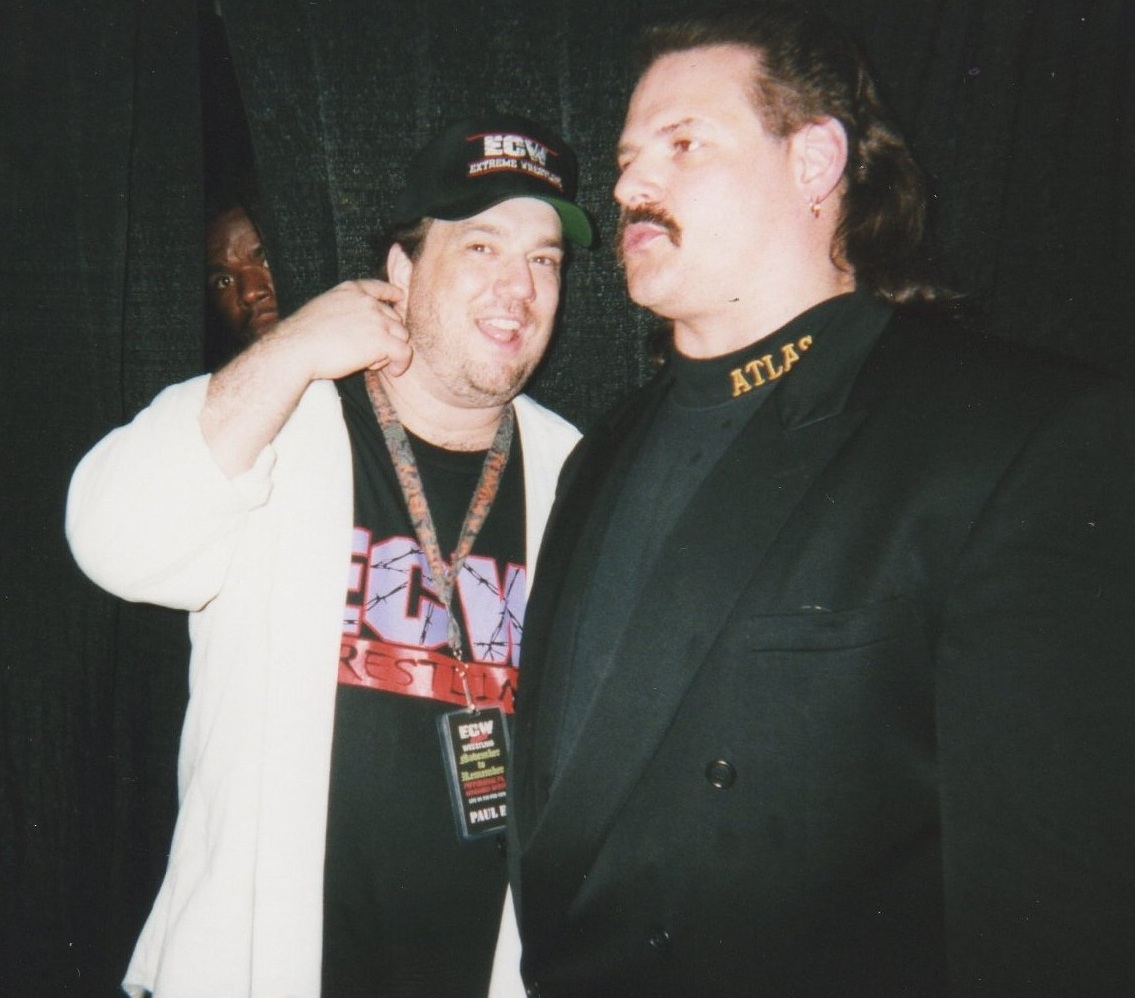
Пол Хейман с охранником ECW Ронни Лэнгом в 1998 году

В 1995 году Тод Гордон продал компанию Extreme Championship Wrestling, Inc. своему главному букеру Полу Хейману. После этого Гордон остался в ECW в качестве распорядителя. Он покинул ECW в мае 1997 года, его отсутствие объяснили в эфире тем, что он ушел из рестлинга из-за семьи. Однако ходили слухи, что Гордон был уволен Хейманом после того, как его заподозрили в том, что он был «кротом в раздевалке» конкурирующего рестлинг-промоушена, помогая переманивать рестлеров в World Championship Wrestling.
В сюжетном плане Винс Макмэн впервые «узнал» о ECW во время шоу King of the Ring в 1995 году в Филадельфии. Во время матча между Мэйблом и Савио Вега толпа вдруг начала скандировать: «ECW! ECW! ECW!». 22 сентября 1996 года на шоу In Your House: Mind Games в Филадельфии, звезды ECW Сэндмен, Томми Дример, Пол Хейман и Тэз были в первом ряду в зале, причем Сэндмен даже вмешался в один матч (когда он облил Савио Вегу пивом во время его матча с Брэдшоу). Макмэн в эфире признал статус ECW как местного, перспективного промоушена. На следующий вечер на Monday Night RAW, который транслировался 23 сентября 1996 года, в начале матча между «Бодидоннами» против Британского Бульдога и Оуэна Харта, можно было увидеть Билла Альфонсо и Тэза, которые вторглись в программу. Тэз и Альфонсо смогли успешно перепрыгнуть через ограждения, а Тэз смог продемонстрировать ярко-оранжевый платат с чёрной надписью «Сабу боиться Тэза-ECW». 24 февраля 1997 года ECW «вторглись» на Raw в «Манхэттен-центр». Они развивали сюжетную линию, рекламировали своё первое в истории PPV-шоу и провели три матча на глазах у зрителей WWF, в то время как Макмэн вел передачу вместе с Джерри «Королем» Лоулером и Полом Хейманом. «Манхэттен-центр» в Нью-Йорке был заполнен большим количеством фанатов ECW, которые скандировали рестлерам WWF «Скучно!», когда считали это оправданным. Это вторжение вызвало сюжетную вражду между ECW и United States Wrestling Association Лоулера. Лоулер пренебрежительно отзывался о ECW на камеру и убедил таких рестлеров, как Роб Ван Дам и Сабу, присоединиться к нему в крестовом походе против ECW. На протяжении 1997 года рестлеры ECW появлялись в телевизионных программах USWA, и наоборот. В рамках рабочих отношений между ECW и WWF в 1997 году в ECW были отправлены на стажировку несколько рестлеров, работавших по контракту с WWF, в том числе Дроз и Браккус.
13 апреля 1997 года ECW транслировала своё первое PPV-шоу Barely Legal, на которой Терри Фанк победил Ворона и завоевал титул чемпиона мира ECW в тяжелом весе. В июне 1997 года на шоу Wrestlepalooza состоялся последний матч Ворона в ECW перед уходом в WCW. В этом матче Томми Дример наконец-то победил Ворона, своего давнего заклятого врага. Однако празднование Дримера было недолгим, так как Джерри Лоулер вместе с Сабу и Робом Ван Дамом напали на Дримера. Это положило начало матчу между Дримером и Лоулером на шоу Hardcore Heaven, 17 августа 1997 года, который выиграл Дример.

### ECW on TNN, споры с Майком Осомом (2000)

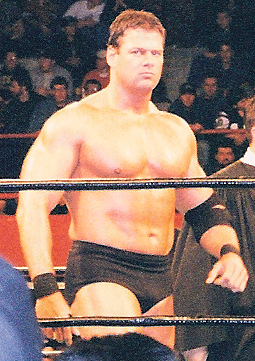
Майк Осом

В августе 1999 года ECW начал национальное вещание на канале TNN (по первоначальному трехлетнему контракту) с шоу ECW on TNN. Несмотря на отсутствие рекламы, низкий бюджет и споры с вещателем, ECW стал самым рейтинговым шоу TNN и укрепил пятничный вечерний слот сети, как по рейтингам, так и по составу участников. В апреле 2000 года Майк Осом неожиданно появился на WCW Monday Nitro, дебютировал, напав на Кевина Нэша, и в то же время был чемпионом мира в тяжелом весе ECW. Друг Майка Осома Лэнс Шторм заявил, что Осом отказался подписывать новый контракт с ECW, пока Пол Хейман не выплатит ему просроченную зарплату. Ходили слухи, что исполнительный вице-президент WCW Эрик Бишофф хотел, чтобы Осом бросил пояс чемпиона мира ECW в мусорный бак на телевидении, как это ранее сделала Мадуса с женским титулом WWF, когда перешла из WWF в WCW. После того, как Пол Хейман подал судебный запрет, WCW воздержалась от того, чтобы Осом появился на Nitro с поясом, но признала его чемпионом. В конце концов, был достигнут компромисс. Осом (сотрудник WCW и действующий чемпион мира ECW в тяжелом весе) появился на шоу ECW 13 апреля 2000 года в Индианаполисе, Индиана, где проиграл титул Тэзу (который работал в World Wrestling Federation).
В июле 2000 года ECW дебютировал на Западном побережье, проведя ежегодное летнее шоу Heat Wave в Лос-Анджелесе. В то время Лос-Анджелес был домом для Xtreme Pro Wrestling (XPW), и его владелец Роб Блэк купил шесть билетов в первый ряд на это шоу. Билеты были переданы группе рестлеров XPW, и их задачей было дать понять, что ECW находится на вражеской территории; это не было частью сюжетных линий обеих компаний. В начале главного события участники XPW надели футболки с логотипом XPW, чем привлекли внимание охраны и рестлера ECW Томми Дримера. Охрана выдворила группу XPW из здания, а позже на парковке началась драка между членами административной команды XPW и раздевалки ECW. Рестлеры XPW не участвовали в драке, во время которой рестлеры ECW жестоко расправились с командой XPW, а несколько членов команды остались лежать в лужах собственной крови. В первых сообщениях утверждалось, что менеджер XPW Кристи Мист каким-то образом дотронулась до менеджера ECW Франсин Фурнье, что и послужило причиной инцидента, но сама Фурнье впоследствии официально заявила, что её никто из команды XPW не хватал и не трогал, а другие очевидцы подтверждают, что Фурнье никогда не поднимала на неё руку. Комментор ECW Джоуи Стайлс не упомянул XPW во время телепередачи, однако на шоу November to Remember несколько месяцев спустя комментатор Дон Каллис сделал тонкую отсылку на этот инцидент.

### Закрытие (2000—2001)

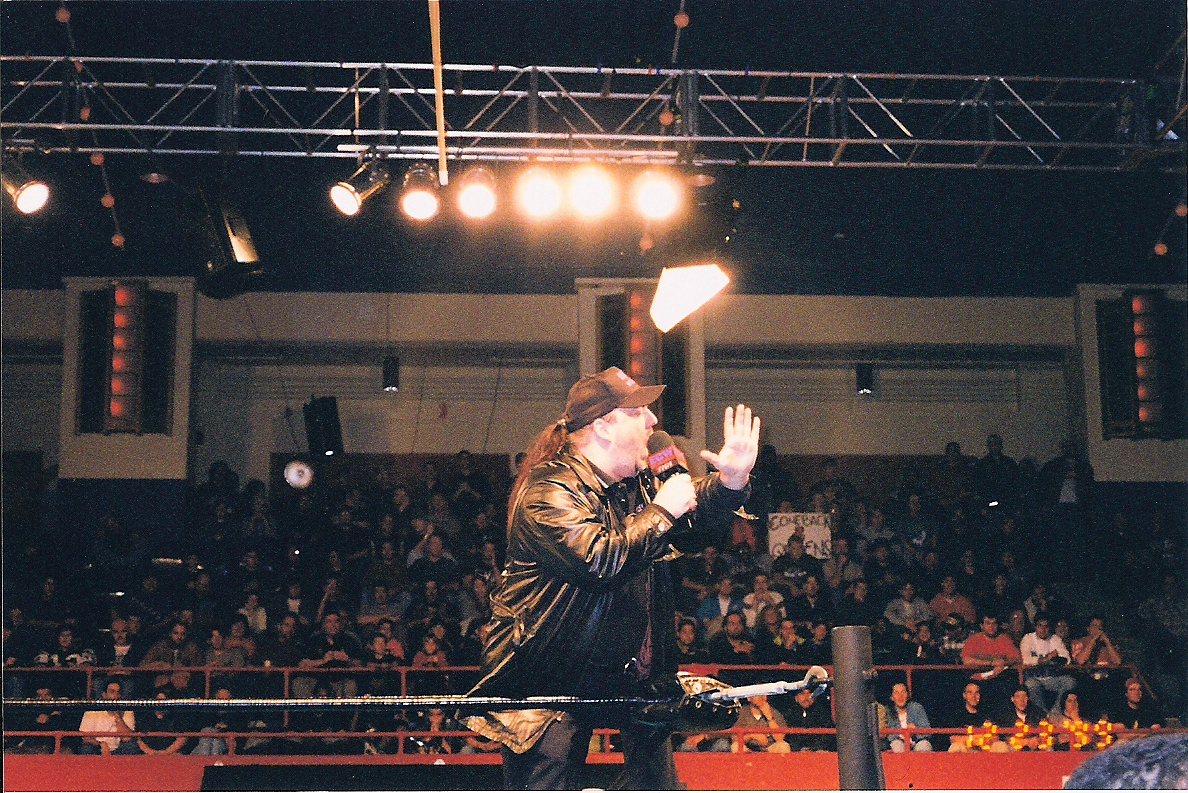
Хейман обращается к зрителям на телевизионном шоу ECW в 1999 году

К 2000 году финансовые проблемы начали сказываться на компании; в октябре этого года ECW on TNN был отменен (последний эпизод вышел в эфир 6 октября 2000 года) в пользу WWF Raw is War. Пол Хейман заявил, что, по его мнению, причиной гибели ECW стала неспособность заключить ещё одно соглашение с национальным телеканалом.
В течение нескольких месяцев после отмены ECW пыталась заключить новое соглашение с национальным телеканалом. 30 декабря 2000 года шоу Hardcore TV вышло в эфир в последний раз, а 7 января 2001 года трансляция Guilty as Charged стала последним PPV компании. Шоу 13 января 2001 года в Пайн-Блаффе, штат Арканзас, стало последним мероприятием промоушена. Шоу Living Dangerously было запланировано на 11 марта 2001 года, но из-за финансовых проблем оно было отменено в феврале. Хейман не смог выбраться из финансовых проблем, и 4 апреля 2001 года ECW закрылась. Хейман, который стал комментатором Raw в феврале того года (заменив Джерри Лоулера, который ушел из WWF в знак протеста после того, как его жена, Стейси Картер, была уволена Макмэном), якобы никогда не говорил своим рестлерам, что компания находится на последнем издыхании и некоторое время не сможет им платить. Хейман также отмечал в более поздние годы, что он предпринял попытку поставить ECW на USA Network (бывший дом Raw) и что эта попытка была пресечена после того, как Макмэн отправил электронное письмо, в котором оказывал давление на руководителей USA Network. На момент банкротства компания имела активов на 1 385 500 долларов, включая 860 000 долларов дебиторской задолженности компаниям In Demand (PPV), Acclaim (видеоигры) и Original San Francisco Toy Company (игрушки). Баланс активов составляли библиотека видеозаписей (500 000 долларов), грузовик Ford 1998 года (19 500 долларов) и остатки товаров (4 доллара). Обязательства компании составили $8 881 435. Наибольшие суммы задолжали рестлерам — Роб Ван Дам ($150 000), Шейн Дуглас ($145 000), Томми Дример ($100 000), Джоуи Стайлс ($50 480), Райно ($50 000) и Франсин Фурнье ($47 275). 28 января 2003 года World Wrestling Entertainment Inc. выкупила активы ECW в судебном порядке, получив права на видеотеку ECW.

## Чемпионские титулы
| Чемпионский титул                 | Примечания |
| --------------------------------- | --- |
| Чемпион мира ECW в тяжёлом весе   | Титул был основан в 1992 году и просуществовал до 2001 года. После того, как WWE купила ECW, титул был восстановлен снова и просуществовал с 2006 по 2010 год. |
| Командный чемпион мира ECW        | Титул был основан в 1992 году и просуществовал до 2001 года.                                                                                                   |
| Мировой телевизионный чемпион ECW | Титул был основан в 1992 году и просуществовал до 2001 года.                                                                                                   |
| Чемпион FTW в тяжелом весе        | Неутверждённый титул. Был создан для Таза и защищался в ECW с 1998 по 1999 год.                                                                                |
| Чемпион Мэриленда ECW             | Титул был основан в 1993 году для промоушена Eastern Championship Wrestling и просуществовал год.                                                              |
| Чемпион Пенсильвании ECW          | Титул был основан в 1993 году под промоушен Eastern Championship Wrestling и был упразднён через год.                                                          |